# سعیدآباد، هند
سعیدآباد، هند (به انگلیسی: Saidabad) یک منطقهٔ مسکونی در هند است که در حیدرآباد واقع شده‌است.
سعیدآباد از نقاط اصلی مسکونی و تجاری شهر حیدرآباد است. این محله بخشی از شهر قدیم حیدرآباد است و در جنوب شرقی آن واقع شده‌است.